# Miloš Švácha
Miloš Švácha (6. května 1921, Lubná u Rakovníka – 26. června 2003) byl český novinář, prozaik a publicista.
Roku 1949 redigoval Zábavnou ročenku čs. odboráře, v letech 1951–1952 vedl redakci členského časopisu pro odběratele odborářské knižnice Romány doby nakladatelství Práce Dar. Poté působil na Ostravsku jako redaktor regionálních časopisů (například v letech 1960–1966 byl vedoucím redaktorem ostravského kulturněpolitického měsíčníku Červený květ).
Jako prozaik i jako publicista se zaměřoval především na dějiny a problémy průmyslového prostředí na Ostravsku.

## Dílo
- Umění psát pro noviny a rozhlas (1946), trochu řemesla pro mladé autory.
- U nás to začalo (1948).
- Pancho Villa, syn mexického lidu (1951).
- Země na úsvitu (1953), reportáž o budování Ostravska.
- Lidé, uhlí, pětiletka aneb rychloraziči a kombajnéři Ostravska v boji o černé zlato (1954), črty a rozhovory.
- Dravci (1966), román čerpající látku z období vznikajícího průmyslu v severní části Moravy.
- Puma ze Sierry (1967), dobrodružný historický román pro mládež o životě Pancho Villy.
- Černý rytíř (1971), román z podnikatelského a průmyslnického prostředí na Ostravsku v polovině 19. století.